# Система управління якістю
Систе́ма управління я́кістю (англ. quality management system) — сукупність взаємопов'язаних та взаємодіючих елементів організаційної структури, визначених механізмів відповідальності, повноважень та процедур організації, а також процесів та ресурсів, які забезпечують здійснення загального керівництва якістю та її відповідність встановленим вимогам.
Система управління якістю охоплює дії, за допомогою яких організація ідентифікує свої цілі та визначає процеси й ресурси, потрібні для досягнення бажаних результатів; керує взаємодійними процесами та ресурсами, потрібними, щоб створити цінності та здобути результати для відповідних зацікавлених сторін; дає змогу найвищому керівництву оптимізувати використання ресурсів, ураховуючи короткострокові та довгострокові наслідки його рішень, а також забезпечує засоби ідентифікування дій щодо вирішування передбачених і непередбачених наслідків у постачанні продукції та наданні послуг.